# チャ・ジュンファン
チャ・ジュンファン（車 俊煥、Cha Jun-hwan、차준환、2001年10月21日 - ）は、韓国のフィギュアスケート選手（男子シングル）、元子役、モデル。
主な戦績は、2022年北京オリンピック5位入賞、2023年世界選手権銀メダル、2022年四大陸選手権優勝、2018年グランプリファイナル銅メダル、2016年ジュニアグランプリファイナル銅メダル、韓国選手権8連覇（2017年 - 2024年）など。
四大陸選手権での優勝、世界選手権・グランプリファイナル・ジュニアグランプリファイナル・その他グランプリシリーズでのメダル獲得など、韓国男子フィギュアスケート史上初の記録を数々と打ち立てている。

## 経歴

### ノービス・ジュニア時代
小学校2年生の夏休みにフィギュアスケートを始めた。憧れの選手は髙橋大輔。11歳でアクセルを除く5種類の3回転ジャンプをマスターした。
2014-2015シーズンは、ノービスの年齢ながら韓国選手権で銅メダルを獲得した。2015年3月にカナダ・トロントに移り、ブライアン・オーサーの元で練習を始めた。
2015-2016シーズン、ジュニアクラスに移行。スケートカナダオータムクラシックで優勝した。リレハンメルユースオリンピックでは5位。世界ジュニア選手権では7位。
2016-2017シーズン、ジュニアグランプリシリーズに参戦。横浜大会ではジュニアの歴代最高得点を更新して優勝。続くブラエオン・シュベルター杯でも優勝した。ジュニアグランプリファイナルでは銅メダルを獲得し、韓国の男子選手としては初めて表彰台に立った。韓国選手権では初優勝。世界ジュニア選手権ではショートプログラム2位の好発進を切るも、フリースケーティング（フリー）で順位を落とし総合5位となった。

### シニア以降

#### 2017–2018シーズン
シニアクラスに移行。シーズン序盤に足首や骨盤の大怪我を負い、以降は怪我や後遺症に悩まされる事となる。加えてスケート靴の問題も重なり、オリンピックの選考大会では好成績を残せなかった。だが、構成の難易度を落とす等の工夫を経て韓国選手権では連覇し、逆転的にオリンピックへの出場権を勝ち取った。
その後、母国開催の平昌オリンピックでは15位となった。怪我の影響もあり、派遣が決まっていた世界ジュニア選手権は棄権した。

#### 2018–2019シーズン
チャレンジャーシリーズでは2大会で銀メダルを獲得した。グランプリシリーズに参戦し、スケートカナダで銅メダルを獲得した。韓国の男子選手がグランプリシリーズで表彰台に乗るのは初となった。続くヘルシンキ大会でも銅メダルを獲得し、韓国男子初のグランプリファイナル進出を決めた。同大会でも銅メダルを手にし、韓国男子初の記録を作った。四大陸選手権のショートプログラムではミスのない演技で2位でスタートを切るも、フリーでは6本の回転不足があり総合6位に終わった。

#### 2019–2020シーズン
韓国選手権1位で4連覇達成。

#### 2020–2021シーズン
高麗大学進学。学業の為、リモートを通じながら韓国にて練習中。
韓国選手権1位で5連覇達成。

#### 2021–2022シーズン：四大陸選手権優勝、北京オリンピック5位入賞
シーズン初戦のアジアフィギュア杯で6位に入る。グランプリシリーズは中国杯にエントリーしていたものの、新型コロナウイルス流行の影響で同大会が中止となったため、代替で開催されたイタリア大会に出場した。イタリア大会ではショートプログラムで3位につけるも、フリーで6位となり、総合5位で終えた。グランプリ2戦目のNHK杯では3位に入り銅メダルを獲得した。
韓国選手権では6連覇を達成した。四大陸選手権では、ショートプログラムで自己ベストの98.96点、合計でも自己ベストの273.22点をマークし、韓国男子初の優勝を果たした。2022年北京オリンピックでは、ショートプログラムで再び自己ベストの99.51点をマークし、4位。フリーでは冒頭の4回転ループで転倒したものの、4回転サルコウを含む6つのジャンプを成功させ、自己ベストの182.87点、合計282.38点で総合5位入賞を果たした。フランス・モンペリエで行われた世界選手権では、大会2日前の公式練習にて靴が故障するトラブルが発生した。ショートプログラムには出場し17位となったものの、フリーは棄権した。

#### 2022–2023シーズン：世界選手権銀メダル
チャレンジャーシリーズのネペラメモリアルで2位、フィンランディア杯では優勝を果たした。グランプリシリーズ1戦目のスケートアメリカでは、3位で表彰台を飾った。NHK杯ではショートプログラムで6位と出遅れたものの、フリーでは2本の4回転ジャンプを成功させ、3位と巻き返した。2戦とも表彰台に上がったが、グランプリファイナル進出はならなかった。
韓国選手権では7連覇を達成。四大陸選手権では4位となり、表彰台を逃した。さいたま市で行われた世界選手権では、ショートプログラムで99.64点をマークし3位につける。フリーでは2本の4回転ジャンプを含む計7本のジャンプを全て成功させ、自己ベストの196.39点をマークし2位、合計296.03点で宇野昌磨に次ぐ銀メダルを獲得し、韓国男子としては初の世界選手権表彰台に立った。シーズン最終戦の国別対抗戦では、ショートプログラムで自身初の100点超えとなる101.33点をマークし2位。フリーでは1位の187.82点をマークし、初出場の韓国チームの銀メダル獲得に貢献した。

#### 2023–2024シーズン
初戦のネペラメモリアルで6位、上海トロフィーでは2位となる。グランプリシリーズ1戦目のスケートカナダでは、ショートプログラムで2位発進するもフリーで11位となり、総合9位に終わった。2戦目のエスポーグランプリは右足首の怪我の影響で欠場。回復に専念していたが、12月の韓国代表第1次選抜戦に向けて11月に練習を再開し、同大会には鎮痛剤を飲んで出場。結果、優勝を果たし、2月の四大陸選手権の出場権を獲得した。1月の韓国選手権ではショートプログラム・フリーともに1位で8連覇を果たした。

#### 2025–2026シーズン
2025年5月、大学卒業後の進路として、新しく設立されたソウル市職場運動競技部フィギュアチーム(実業団チーム)に入団、ソウル市庁所属選手として活動する。フィギュア選手が実業チームに入る初の事例となった。

## 競技成績

### ISUパーソナルベストスコア
- SP - ショートプログラム、FS - フリースケーティング
- TSS - 部門内合計得点（英: Total segment score）は太字
- TES - 技術要素点（英: Technical element score）、PCS - 演技構成点（英: Program component score）

| 部門 | 種類 | 得点   | 大会                 |
| ---- | ---- | ------ | -------------------- |
| 総合 | TSS  | 296.03 | 2023年世界選手権     |
| SP   | TSS  | 101.33 | 2023年世界国別対抗戦 |
| SP   | TES  | 55.04  | 2023年世界選手権     |
| SP   | PCS  | 46.63  | 2023年世界国別対抗戦 |
| FS   | TSS  | 196.39 | 2023年世界選手権     |
| FS   | TES  | 105.65 | 2023年世界選手権     |
| FS   | PCS  | 92.28  | 2023年世界国別対抗戦 |

| 部門 | 種類 | 得点   | 大会                     |
| ---- | ---- | ------ | ------------------------ |
| 総合 | TSS  | 248.59 | 2018年平昌オリンピック   |
| SP   | TSS  | 83.43  | 2018年平昌オリンピック   |
| SP   | TES  | 45.27  | 2017年世界ジュニア選手権 |
| SP   | PCS  | 39.64  | 2018年平昌オリンピック   |
| FS   | TSS  | 165.16 | 2018年平昌オリンピック   |
| FS   | TES  | 85.59  | 2017年世界ジュニア選手権 |
| FS   | PCS  | 81.22  | 2018年平昌オリンピック   |

### 主な戦績
- 数字は個人戦における個人順位および団体戦におけるチーム順位。括弧内の数字は団体戦における個人順位。
- GP - ISUグランプリシリーズ
- CS - ISUチャレンジャーシリーズ

| 大会名                       | 2017–18 | 2018–19 | 2019–20 | 2020–21 | 2021–22 | 2022–23   | 2023–24 | 2024–25 | 2025–26 |
| ---------------------------- | ------- | ------- | ------- | ------- | ------- | --------- | ------- | ------- | ------- |
| オリンピック                 | 15位    |         |         |         | 5位     |           |         |         |         |
| 世界選手権                   |         | 19位    |         | 10位    | 棄権    | 2位       | 10位    | 7位     |         |
| 四大陸選手権                 |         | 6位     | 5位     |         | 1位     | 4位       | 3位     | 2位     |         |
| GP ファイナル                |         | 3位     |         |         |         |           |         |         |         |
| GP フィンランディア杯        |         |         |         |         |         |           |         | 棄権    |         |
| GP NHK杯                     |         |         |         |         | 3位     | 3位       |         |         | TBD     |
| GP 中国杯                    |         |         | 6位     |         |         |           |         |         | TBD     |
| GP エスポー                  |         |         |         |         |         |           | 欠場    |         |         |
| GP スケートカナダ            | 9位     | 3位     |         |         |         |           | 9位     | 3位     |         |
| GP スケートアメリカ          |         |         | 8位     |         |         | 3位       |         |         |         |
| GP イタリア                  |         |         |         |         | 5位     |           |         |         |         |
| GP ヘルシンキ                |         | 3位     |         |         |         |           |         |         |         |
| CS ネーベルホルン杯          |         |         |         |         |         |           |         | 4位     |         |
| CS フィンランディア杯        |         | 2位     |         |         |         | 1位       |         |         |         |
| CS ネペラ杯                  |         |         |         |         |         | 2位       | 6位     |         |         |
| CS オータムクラシック        |         | 2位     | 4位     |         |         |           |         |         |         |
| アジア冬季競技大会           |         |         |         |         |         |           |         | 1位     |         |
| 上海トロフィー               |         |         |         |         |         |           | 2位     | 1位     |         |
| アジアフィギュア杯           |         |         |         |         | 6位     |           |         |         |         |
| 冬季ユニバーシティーゲームズ |         |         |         |         |         |           |         | 3位     |         |
| 世界国別対抗戦               |         |         |         |         |         | 2位 (1位) |         |         |         |
| 韓国選手権                   | 1位     | 1位     | 1位     | 1位     | 1位     | 1位       | 1位     | 1位     |         |

- JGP - ISUジュニアグランプリシリーズ
- J - ジュニアクラス
- N - ノービスクラス、A - ノービスAクラス、B - ノービスBクラス

| 大会名                   | 2011–12 | 2012–13 | 2013–14 | 2014–15 | 2015–16   | 2016–17 |
| ------------------------ | ------- | ------- | ------- | ------- | --------- | ------- |
| ユースオリンピック       |         |         |         |         | 5位       |         |
| ユースオリンピック団体戦 |         |         |         |         | 6位 (1位) |         |
| 世界ジュニア選手権       |         |         |         |         | 7位       | 5位     |
| JGP ファイナル           |         |         |         |         |           | 3位     |
| JGP 横浜                 |         |         |         |         |           | 1位     |
| JGP B・シュベルター杯    |         |         |         |         |           | 1位     |
| CS オータムクラシック    |         |         |         |         | 1位 J     |         |
| メラーノ杯               |         |         |         | 1位 N   |           |         |
| アジアフィギュア杯       |         | 1位 N   |         |         |           |         |
| 韓国選手権               | 1位 J   | 1位 J   | 5位     | 3位     | 3位       | 1位     |

### 詳細
| 2024-2025 シーズン    |                                                                  |          |          |          |
| 開催日                | 大会名                                                           | SP       | FS       | 結果     |
| 2025年3月25日 - 30日  | 2025年世界フィギュアスケート選手権（ボストン）                   | 10 86.41 | 5 179.33 | 7 265.74 |
| 2025年2月18日 - 23日  | 2025年四大陸フィギュアスケート選手権（ソウル）                   | 4 79.24  | 2 185.78 | 2 265.02 |
| 2025年2月7日 - 14日   | 2025年アジア冬季競技大会（ハルビン）                             | 2 94.09  | 1 187.60 | 1 281.69 |
| 2025年1月13日 - 23日  | FISU 冬季ワールドユニバーシティゲームズ（トリノ）                | 5 82.40  | 2 182.54 | 3 264.94 |
| 2025年1月2日 - 5日    | 韓国フィギュアスケート選手権（議政府市）                         | 1 90.53  | 1 190.49 | 1 281.02 |
| 2024年11月15日 - 17日 | ISUグランプリシリーズ フィンランディア杯（ヘルシンキ）           | 7 77.33  | WD       | WD       |
| 2024年10月25日 - 27日 | ISUグランプリシリーズ スケートカナダ（ハリファックス）           | 4 88.38  | 2 171.93 | 3 260.31 |
| 2024年9月19日 - 21日  | ISUチャレンジャーシリーズ ネーベルホルン杯（オーベルストドルフ） | 10 69.81 | 3 158.67 | 4 228.48 |

| 2023-2024 シーズン     |                                                      |         |           |           |
| 開催日                 | 大会名                                               | SP      | FS        | 結果      |
| 2024年3月18日 - 24日   | 2024年世界フィギュアスケート選手権（モントリオール） | 9 88.21 | 11 161.44 | 10 249.65 |
| 2024年1月30日 - 2月4日 | 2024年四大陸フィギュアスケート選手権（上海）         | 3 95.30 | 2 177.65  | 3 272.95  |
| 2024年1月4日 - 7日     | 韓国フィギュアスケート選手権（議政府市）             | 1 96.51 | 1 179.43  | 1 275.94  |
| 2023年11月17日 - 19日  | ISUグランプリシリーズ エスポーグランプリ（エスポー） |         |           | WD        |
| 2023年10月27日 - 29日  | ISUグランプリシリーズ スケートカナダ（バンクーバー） | 2 86.18 | 11 130.43 | 9 216.61  |

| 2022-2023 シーズン      |                                                              |          |          |                 |
| 開催日                  | 大会名                                                       | SP       | FS       | 結果            |
| 2023年4月13日 - 16日    | 2023年世界フィギュアスケート国別対抗戦（東京）               | 2 101.33 | 1 187.82 | 2 (団体) 289.15 |
| 2023年3月20日 - 26日    | 2023年世界フィギュアスケート選手権（さいたま）               | 3 99.64  | 2 196.39 | 2 296.03        |
| 2023年2月7日 - 12日     | 2023年四大陸フィギュアスケート選手権（コロラドスプリングス） | 5 83.77  | 4 166.37 | 4 250.14        |
| 2023年1月5日 - 8日      | 韓国フィギュアスケート選手権（議政府市）                     | 1 101.04 | 1 170.17 | 1 271.21        |
| 2022年11月18日 - 20日   | ISUグランプリシリーズNHK杯（札幌）                           | 6 80.35  | 2 174.41 | 3 254.76        |
| 2022年10月21日 - 23日   | ISUグランプリシリーズ スケートアメリカ（ノーウッド）         | 2 94.44  | 3 169.61 | 3 264.05        |
| 2022年10月4日 - 9日     | ISUチャレンジャーシリーズ フィンランディア杯（エスポー）     | 1 91.06  | 1 162.14 | 1 253.20        |
| 2022年9月29日 - 10月1日 | ISUチャレンジャーシリーズ ネペラメモリアル（ブラチスラヴァ） | 2 81.81  | 2 145.51 | 2 226.32        |

| 2021-2022 シーズン    |                                                  |          |          |          |
| 開催日                | 大会名                                           | SP       | FS       | 結果     |
| 2022年3月21日 - 27日  | 2022年世界フィギュアスケート選手権（モンペリエ） | 17 82.43 | WD       | WD       |
| 2022年2月4日 - 20日   | 北京オリンピック（北京）                         | 4 99.51  | 7 182.87 | 5 282.38 |
| 2022年1月18日 - 23日  | 2022年四大陸フィギュアスケート選手権（タリン）   | 1 98.96  | 1 174.26 | 1 273.22 |
| 2022年1月7日 - 9日    | 韓国フィギュアスケート選手権（議政府市）         | 1 98.31  | 1 185.00 | 1 283.31 |
| 2021年11月12日 - 14日 | ISUグランプリシリーズ NHK杯（東京）              | 3 95.92  | 5 163.68 | 3 259.60 |
| 2021年11月4日 - 7日   | ISUグランプリシリーズ イタリア（トリノ）         | 3 95.56  | 6 152.18 | 5 247.74 |
| 2021年10月13日 - 17日 | 2021年アジアフィギュア杯（北京）                 | 5 74.47  | 5 139.77 | 6 214.24 |

| 2020-2021 シーズン   |                                                      |         |           |           |
| 開催日               | 大会名                                               | SP      | FS        | 結果      |
| 2021年3月22日 - 28日 | 2021年世界フィギュアスケート選手権（ストックホルム） | 8 91.15 | 13 154.84 | 10 245.99 |
| 2021年2月24日 - 26日 | 韓国フィギュアスケート選手権（議政府市）             | 1 90.36 | 1 166.76  | 1 257.12  |

| 2019-2020 シーズン    |                                                            |          |          |          |
| 開催日                | 大会名                                                     | SP       | FS       | 結果     |
| 2020年2月4日 - 9日    | 2020年四大陸フィギュアスケート選手権（ソウル）             | 6 90.37  | 4 175.06 | 5 265.43 |
| 2020年1月4日 - 5日    | 韓国フィギュアスケート選手権（議政府市）                   | 1 93.45  | 1 185.09 | 1 278.54 |
| 2019年11月8日 - 10日  | ISUグランプリシリーズ 中国杯（重慶）                       | 11 69.40 | 6 152.86 | 6 222.26 |
| 2019年10月18日 - 20日 | ISUグランプリシリーズ スケートアメリカ（ラスベガス）       | 7 78.98  | 9 140.69 | 8 219.67 |
| 2019年9月12日 - 14日  | ISUチャレンジャーシリーズ オータムクラシック（オークビル） | 4 84.23  | 4 146.21 | 4 230.44 |

| 2018-2019 シーズン    |                                                            |          |           |           |
| 開催日                | 大会名                                                     | SP       | FS        | 結果      |
| 2019年3月18日 - 24日  | 2019年世界フィギュアスケート選手権（さいたま）             | 18 79.17 | 18 150.09 | 19 229.26 |
| 2019年2月5日 - 10日   | 2019年四大陸フィギュアスケート選手権（アナハイム）         | 2 97.33  | 8 158.50  | 6 255.83  |
| 2019年1月12日 - 13日  | 韓国フィギュアスケート選手権（ソウル）                     | 1 89.12  | 1 156.40  | 1 245.52  |
| 2018年12月6日 - 9日   | 2018/2019 ISUグランプリファイナル（バンクーバー）          | 4 89.07  | 3 174.42  | 3 263.49  |
| 2018年11月2日 - 4日   | ISUグランプリシリーズ グランプリヘルシンキ（ヘルシンキ）   | 4 82.82  | 2 160.37  | 3 243.19  |
| 2018年10月26日 - 28日 | ISUグランプリシリーズ スケートカナダ（ラヴァル）           | 3 88.86  | 3 165.91  | 3 254.77  |
| 2018年10月5日 - 6日   | ISUチャレンジャーシリーズ フィンランディア杯（エスポー）   | 2 84.67  | 2 154.52  | 2 239.19  |
| 2018年9月21日 - 22日  | ISUチャレンジャーシリーズ オータムクラシック（オークビル） | 2 90.56  | 1 169.22  | 2 259.78  |

| 2017-2018 シーズン    |                                                    |          |           |           |
| 開催日                | 大会名                                             | SP       | FS        | 結果      |
| 2018年2月16日 - 17日  | 2018年平昌オリンピック（江陵）                     | 15 83.43 | 14 165.16 | 15 248.59 |
| 2018年1月6日 - 7日    | 韓国フィギュアスケート選手権（ソウル）             | 1 84.05  | 1 168.60  | 1 252.65  |
| 2017年10月27日 - 29日 | ISUグランプリシリーズ スケートカナダ（レジャイナ） | 11 68.46 | 8 141.86  | 9 210.32  |

| 2016-2017 シーズン   |                                                                |         |          |          |
| 開催日               | 大会名                                                         | SP      | FS       | 結果     |
| 2017年3月13日 - 19日 | 2017年世界ジュニアフィギュアスケート選手権（台北）             | 2 82.34 | 6 160.11 | 5 242.45 |
| 2017年1月7日 - 8日   | 韓国フィギュアスケート選手権（江陵）                           | 1 81.83 | 1 156.24 | 1 238.07 |
| 2016年12月8日 - 11日 | 2016/2017 ISUジュニアグランプリファイナル（マルセイユ）        | 4 71.85 | 3 153.70 | 3 225.55 |
| 2016年10月5日 - 8日  | ISUジュニアグランプリ ブラエオン・シュベルター杯（ドレスデン） | 1 76.82 | 1 143.72 | 1 220.54 |
| 2016年9月9日 - 11日  | ISUジュニアグランプリ 横浜（横浜）                             | 2 79.34 | 1 160.13 | 1 239.47 |

| 2015-2016 シーズン    |                                                                 |         |          |          |
| 開催日                | 大会名                                                          | SP      | FS       | 結果     |
| 2016年3月14日 - 20日  | 2016年世界ジュニアフィギュアスケート選手権（デブレツェン）      | 7 74.38 | 6 132.73 | 7 207.11 |
| 2016年2月12日 - 21日  | リレハンメルユースオリンピック（ハーマル）                      | 4 68.76 | 5 130.14 | 5 198.90 |
| 2016年1月8日 - 10日   | 韓国フィギュアスケート選手権（ソウル）                          | 4 58.60 | 3 131.38 | 3 189.98 |
| 2015年10月12日 - 15日 | 2015年スケートカナダオータムクラシック ジュニアクラス（バリー） | 1 65.48 | 1 132.96 | 1 198.44 |

| 2014-2015 シーズン    |                                             |         |          |          |
| 開催日                | 大会名                                      | SP      | FS       | 結果     |
| 2015年1月7日 - 9日    | 韓国フィギュアスケート選手権（ソウル）      | 4 58.28 | 3 122.85 | 3 181.13 |
| 2014年11月14日 - 16日 | 2014年メラーノ杯 ノービスクラス（メラーノ） | 1 46.16 | 1 88.68  | 1 134.84 |

## プログラム使用曲
| シーズン  | SP | FS | EX |
| --------- | --- | --- | --- |
| 2024-2025 | Natural 曲：イマジン・ドラゴンズ 振付：シェイ＝リーン・ボーン | Balada para un Loco by アストル・ピアソラ 振付：シェイ＝リーン・ボーン | Mr/Mme 曲：Loïc Nottet 振付：ギヨーム・シゼロン |
| 2023-2024 | 仮面舞踏会 by Aram Khatchaturian 振付：シェイ＝リーン・ボーン | The Batman Theme 振付：シェイ＝リーン・ボーン | 映画『ブラックパンサー』サウンドトラックより Casino Brawl, Pray for Me 振付：Shin Yea-ji |
| 2022-2023 | Immortal Megamix, Can You Feel It, Billie Jean, Smooth Criminal by マイケル・ジャクソン 振付：シェイ＝リーン・ボーン                                                         | 映画『007/ノー・タイム・トゥ・ダイ』より Gun Barrel, Square Escape, Message from an Old Friend, No Time to Die, Final Ascent 振付：シェイ＝リーン・ボーン | Golden Hour 曲：JVKEBeliever 曲：イマジン・ドラゴンズ 振付： Shin Yea-ji |
| 2021-2022 | Fate of the Clockmaker by Eternal Eclipse, Flynn Hase Spence | ジャコモ・プッチーニ 歌劇 『トゥーランドット』より Popoli de Pekino Violin Fantasy on Puccini's 'Turandot' Nessun dorma 振付：シェイ＝リーン・ボーン | |
| 2020-2021 | Dark Pastoral by Ralph Vaughan Williams, David Matthews | The Fire Within 曲：ジェニファー・トーマス 振付：シェイ＝リーン・ボーン | |
| 2019-2020 | ミケランジェロ'70 / La Muerte del Angel (天使の死) 作曲：アストル・ピアソラ                                                                                                  | The Fire Within 曲：ジェニファー・トーマス 振付：シェイ＝リーン・ボーン | |
| 2018-2019 | バレエ音楽『シンデレラ』より ワルツーコーダ 真夜中 作曲：セルゲイ・プロコフィエフ 振付：シェイ＝リーン・ボーン、デヴィッド・ウィルソン                                       | 映画『ロミオ+ジュリエット』サウンドトラックより O Venona/ Mantua / Escape From Mantua 作曲：ネリー・フーパー、クレイグ・アームストロング / Young Hearts Run Free(Ballroom version) 作曲：Dave Crawford、ボーカル： Kym Mazelle / Kissing You(Instrumental) 作曲：デズリー、Timothy Atack 振付：シェイ＝リーン・ボーン | この素晴らしき世界 演奏：ワン・リパブリック 振付：デヴィット・ウィルソン There's Nothing Holdin' Me Back ボーカル：ショーン・メンデス 振付：デヴィット・ウィルソン |
| 2017-2018 | バレエ音楽『ドン・キホーテ』より ジブシー・ダンス 作曲：レオン・ミンクス 振付：デヴィッド・ウィルソン この素晴らしき世界 曲：ワン・リパブリック 振付：デヴィット・ウィルソン | 映画『イル・ポスティーノ』サウンドトラックより Morning (Love Sonnet XXVII) Theme Mi Mancherai 作曲：ルイス・エンリケス・バカロフ 振付：デヴィッド・ウィルソン 組曲『惑星』より 作曲：グスターヴ・ホルスト 振付：デヴィット・ウィルソン                                                                                | There's Nothing Holdin' Me Back ボーカル：ショーン・メンデス 映画『イル・ポスティーノ』サウンドトラックより Morning (Love Sonnet XXVII) Theme Mi Mancherai 作曲：ルイス・エンリケス・バカロフ 振付：デヴィッド・ウィルソン Peanut Butter Jelly 曲：ギャランティス 振付：ジェフリー・バトル この素晴らしき世界 曲：ワン・リパブリック 振付：デヴィット・ウィルソン |
| 2016-2017 | 映画『コーラスライン』サウンドトラックより Overture to A Chorus Line I Hope I Get It I Can Do That 作曲：マーヴィン・ハムリッシュ 振付：デヴィッド・ウィルソン               | 映画『イル・ポスティーノ』サウンドトラックより Morning (Love Sonnet XXVII) Theme Mi Mancherai 作曲：ルイス・エンリケス・バカロフ 振付：デヴィッド・ウィルソン | 映画『ムーラン・ルージュ』サウンドトラックより One Day I'll Fly Away ボーカル：ニコール・キッドマン 振付：シンディ・スチュアート、ジョイ・ラッセルPeanut Butter Jelly 曲：ギャランティス |
| 2015-2016 | ポル・ウナ・カベサ 作曲：カルロス・ガルデル 振付：宮本賢二死の舞踏 作曲：カミーユ・サン＝サーンス 振付：シンディ・スチュアート                                               | 白鳥の湖 作曲：ピョートル・チャイコフスキー 振付：宮本賢二 | 映画『ムーラン・ルージュ』サウンドトラックより One Day I'll Fly Away ボーカル：ニコール・キッドマン |
| 2014-2015 | 死の舞踏 作曲：カミーユ・サン＝サーンス 振付：シンディ・スチュアート | ピアノ協奏曲第3番 作曲：セルゲイ・ラフマニノフ 振付：シンディ・スチュアート | 映画『ムーラン・ルージュ』サウンドトラックより One Day I'll Fly Away ボーカル：ニコール・キッドマン |